# Миансаров, Михаил Месропович
Михаил Месропович Миансаров (Миансарянц; ок. 1830 — 5 (17) апреля 1880) — российский востоковед и библиограф

.

## Биография
Учился в Лазаревском институте восточных языков и в Московском университете. Затем служил офицером лейб-гвардии гусарского полка. Участвовал в Крымской войне. В 1858—1859 годах в чине поручика Грузинского гренадерского полка был старшим адъютантом генерал-губернатора и начальника войск в Абхазии М. Т. Лорис-Меликова. Участвовал в русско-турецкой войне 1877—1878 годов. Был полковником Павлоградского полка.
Рано начал публиковать свои исследования по истории Кавказа и Закавказья; известна его публикация 1853 года в Журнале Министерства народного просвещения: «Мовсес Каганкатуаци, армянский писатель II в., автор „Истории Агованской земли“» (Ч. LXXX. — С. 35); печатался также в «Москвитянине» (1853. — № 19. — С. 15—59). В 1865 году проводил исследования в матенадаранах (библиотеках) венецианских мхитаристов. Им был составлен наиболее значительный указатель литературы о Кавказе и Закавказье «Bibliographia Caucasica et Transcaucasica. Опыт справочного систематического каталога печатным сочинениям о Кавказе, Закавказье и племенах, эти края населяющих», 1-й том которого (из трёх отделов: Отд. 1-2. — [6], XLII, 804 с.; [Отд. 3]. — 805—996 с.) был напечатан в 1874—1876 годах (СПб.: тип. О. И. Бакста и Гогенфельден и К°), 2-й том не был закончен и не опубликован. Этот труд содержит около 6 тыс. произведений печати на русском, грузинском, армянском и западно-европейских языках по естествознанию, географии, этнографии и истории Кавказа и Закавказья. Был принят в действительные члены Императорского Русского географического общества.
Его дочь Сусанна, была женой И. И. Бибикова.